# Arrows A23
Arrows A23 – samochód Formuły 1, zaprojektowany przez Mike'a Coughlana i Eghbala Hamidy'ego dla zespołu Arrows na sezon 2002. Kierowcami zespołu byli Heinz-Harald Frentzen (który wykupił za milion dolarów ważny kontrakt Josa Verstappena) oraz Enrique Bernoldi. Głównym sponsorem była firma telekomunikacyjna Orange. W związku z tym samochód nadal był pomalowany na czarno i pomarańczowo.
Zespół zrezygnował z silników Asiatech na rzecz silników Cosworth. Jedyne dwa punkty dla zespołu w sezonie zdobył Frentzen. Z powodu chęci ograniczenia działalności (co było wynikiem toczącego się ówcześnie procesu z byłymi udziałowcami Arrowsa), a zarazem chęci uniknięcia kary pieniężnej, kierowcom zespołu nakazano celowo nie kwalifikować się do Grand Prix Francji. W trakcie sezonu zespół z powodu problemów finansowych wycofał się.
Model A23 był wykorzystywany przez inne zespoły. Po upadku Arrowsa jego własność intelektualną oraz samochód zakupił właściciel zespołu Minardi, Paul Stoddart. Zmienił także oznaczenie nadwozia na Minardi PS04 i planował użyć go w sezonie 2004. Okazało się, że PS04 nie osiąga znacznie lepszych wyników niż PS03, a jest za to bardziej awaryjny. Wskutek tego na podstawie modelu PS03 zbudowano Minardi PS04B. Modelu A23 użył także zespół Super Aguri. Po zakupie modelu A23 i dokonaniu pewnych poprawek, zmieniono nazwę modelu na Super Aguri SA05 i wystawiono go w pierwszej połowie sezonu 2006.

## Wyniki
| Legenda oznaczeń w tabelach wyników Wyświetl szablon na nowej stronie | Legenda oznaczeń w tabelach wyników Wyświetl szablon na nowej stronie                                                                     |
| Oznaczenie                                                            | Wyjaśnienie |
| --------------------------------------------------------------------- | --- |
| Złoty                                                                 | Zwycięzca lub mistrzostwo |
| Srebrny                                                               | 2. miejsce lub wicemistrzostwo |
| Brązowy                                                               | 3. miejsce lub II wicemistrzostwo |
| Zielony                                                               | Ukończył, punktował (w klasyfikacji generalnej, gdy zdobył co najmniej jeden punkt na przestrzeni sezonu, poza trzema powyższymi opcjami) |
| Niebieski                                                             | Ukończył, nie punktował (w klasyfikacji generalnej, gdy nie zdobył co najmniej jednego punktu na przestrzeni sezonu)                      |
| Czerwony                                                              | Nie zakwalifikował się (NZ) |
| Czerwony                                                              | Nie prekwalifikował się (NPK) |
| Różowy                                                                | Nie ukończył (NU) |
| Różowy                                                                | Niesklasyfikowany (NS) (w klasyfikacji generalnej, gdy nie został sklasyfikowany w żadnym wyścigu sezonu)                                 |
| Czarny                                                                | Zdyskwalifikowany (DK) |
| Czarny                                                                | Wykluczony (WYK/EX) |
| Biały                                                                 | Nie wystartował (NW) |
| Biały                                                                 | Kontuzjowany (K/INJ) |
| Biały                                                                 | Wyścig odwołany (OD/C) |
| Bez koloru                                                            | Został wycofany (WYC/WD) |
| Bez koloru                                                            | Nie przybył (NP/DNA) |
| Bez koloru                                                            | Nie brał udziału w treningach (NT/DNP) |
| Bez koloru                                                            | Nie został zgłoszony (–) |
| Pogrubienie                                                           | Start z pole position |
| Kursywa                                                               | Najszybsze okrążenie wyścigu |
| †                                                                     | Nie ukończył, ale jego rezultat został zaliczony ze względu na przejechanie więcej niż 90% dystansu wyścigu.                              |
| *                                                                     | Sezon w trakcie |
| 1/2/3                                                                 | Punktowana pozycja w sprincie kwalifikacyjnym                                                                                             |
| Lista systemów punktacji Formuły 1                                    | |

| Sezon | Zespół | Silnik   | Opony | Kierowcy              | 1   | 2   | 3   | 4   | 5   | 6   | 7   | 8   | 9   | 10  | 11  | 12  | 13  | 14  | 15  | 16  | 17  | Pkt. | Msc. |
| ----- | ------ | -------- | ----- | --------------------- | --- | --- | --- | --- | --- | --- | --- | --- | --- | --- | --- | --- | --- | --- | --- | --- | --- | ---- | ---- |
| 2002  | Arrows | Cosworth | B     |                       | AUS | MAL | BRA | SMR | ESP | AUT | MCO | CND | EUR | GBR | FRA | DEU | HUN | BEL | ITA | USA | JPN | 2    | 11   |
| 2002  | Arrows | Cosworth | B     | Heinz-Harald Frentzen | DK  | 11  | NU  | NU  | 6   | 11  | 6   | 13  | 13  | NU  | NZ  | NU  |     |     |     |     |     | 2    | 11   |
| 2002  | Arrows | Cosworth | B     | Enrique Bernoldi      | DK  | NU  | NU  | NU  | NU  | NU  | 12  | NU  | 10  | NU  | NZ  | NU  |     |     |     |     |     | 2    | 11   |